# 사카모토입니다만?
《사카모토입니다만?》(일본어: 坂本ですが? 사카모토데스가[*])은 사노 나미가 그린 일본의 만화 작품이다. 연 10회 간행 만화지 "하루타"(KADOKAWA)의 홀수 월 발매호에서 연재되었다.
2013년 12월에 발매된 "이 만화가 대단하다! 2014"(타카라지마샤)에서 남자편 제 2휘를 획득했다. 2016년 TV 애니메이션이 방영했다.

## 서적 정보
- 사노 나미 《사카모토입니다만?》(坂本ですが?) KADOKAWA[注 1] 〈빔 코믹스〉, 전 4권

1. 2013년 1월 25일 초판 초쇄 발행 (1월 15일 발매), ISBN 978-4-04-728633-7 - 단편 「카타하바 히로시」 수록.
2. 2013년 11월 27일 초판 초쇄 발행 (11월 15일 발매), ISBN 978-4-04-729273-4
3. 2014년 12월 26일 초판 초쇄 발행 (12월 15일 발매), ISBN 978-4-04-730087-3
4. 2015년 1월 15일 발매, ISBN 978-4-04-730925-8

- 대원씨아이, 전 4권

1. 2013년 7월 10일 발매, ISBN 9788968225147
2. 2014년 1월 30일 발매, ISBN 9791156250029
3. 2014년 2월 28일 발매, ISBN 9791157543533
4. 2016년 4월 30일 발매, ISBN 9791133417216

## TV 애니메이션
2016년 4월부터 TBS 외에서 방영 개시.

### 스태프
- 원작 - 사노 나미
- 감독 - 타카마츠 신지
- 캐릭터 디자인 - 나카지마 아츠코
- 음악 - 후쿠다 야스히코
- 애니메이션 제작 - 스튜디오 딘

### 각화 리스트
| 화수   | 일본어 부제                                          | 번역 부제                                                      | 그림 콘티                    | 연출                                            | 작화감독                                                                                        | 총작화감독                 |
| ------ | ---------------------------------------------------- | -------------------------------------------------------------- | ---------------------------- | ----------------------------------------------- | ----------------------------------------------------------------------------------------------- | -------------------------- |
| 제1화  | 1年2組 坂本君ビー・クワイエット                      | 1학년 2반 사카모토 군비 콰이어트                               | 타카마츠 신지(高松信司)      | 마키노 토모에 (牧野友映)                        | 이시이 아키하루(石井明治) 모리모토 히로후미(森本浩文)                                           | 나카지마 아츠코 (中嶋敦子) |
| 제2화  | 守られるより守りたい今日から使える恋愛心理術         | 지켜지기 보다 지키고 싶어오늘부터 쓸 수 있는 연애심리술        | 키도코로 토시아키 (城所聖明) | 카즈야 나오유키 (葛谷直行)                      | 하라다 미네후미(原田峰文)                                                                       | 키무라 토모미 (木村友美)   |
| 제3화  | パシリスト坂本恋のかくれんぼ                         | 파시리스트 사카모토사랑의 숨바꼭질                             | 나무라 히데토시 (名村英敏)   | 무라타 나오키 (村田尚樹)                        | 야스다 타카히로(安田京弘) 우쿨렐레 젠지로(ウクレレ善似郎)                                       | 나카지마 아츠코            |
| 제4화  | 坂本はすけべですか？授業風景オムニバス坂本が消えた夏 | 사카모토는 변태입니까?수업 풍경 옴니버스사카모토가 사라진 여름 | 이나가키 타카유키 (稲垣隆行) | 쿠보 타로 (久保太郎) 아카기 히로아키 (赤城博昭) | 키무라 토모미 니시오 치에(西尾智恵) 모리모토 히로후미 사쿠라이 마사아키(桜井正明)               | 키무라 토모미              |
| 제5화  | ソフトボール投げカリスマヤンキー8823先輩健康管理     | 소프트볼 던지기카리스마 양키 8823 선배건강 관리                | 나가타 에리 (長田絵里)       | 나가타 에리 (長田絵里)                          | 이시이 아키하루 모리모토 히로후미 아사이 아키토(浅井昭人) 오다 마유미(小田真弓)                 | 나카지마 아츠코            |
| 제6화  | 下校のルールカメラ越しの恋食堂マーケティング         | 하교의 룰카메라 너머의 사랑식당 마케팅                         | 마키노 토모에                | 마키노 토모에                                   | 코바야시 유카리(小林ゆかり) 나스 히로미(那須野文)                                               | 키무라 토모미              |
| 제7화  | やはり坂本はすけべですか？瀬良のフランス革命         | 역시 사카모토는 변태입니까? 세라의 프랑스 혁명                 | 카와사키 이츠로(川崎逸朗)    | 무라타 나오키                                   | 아사이 아키토 사토 코노미(佐藤このみ)                                                           | 나카지마 아츠코            |
| 제8화  | 文化祭はグルーミー                                   | 문화제는 글루미                                                | 사이토 테츠토 (斉藤哲人)     | 키미야 시게루                                   | 하라다 미네후미 우에하라 후미야(上原史也)                                                       | 키무라 토모미              |
| 제9화  | 坂本君と私の出会い一番近くて遠い人                   | 사카모토 군과 나의 만남가장 가깝고 먼 사람                     | 이나가키 타카유키            | 타카하시 쥰 (高橋順)                            | 나가타 에리 키무라 토모미 모리모토 히로후미 타케모토 다이스케(武本大介) 야스다 사치코(安田祥子) | 나카지마 아츠코            |
| 제10화 | 魔王足りないもの                                     | 마왕모자란 것                                                  | 키무라 노부카게(木村延景)    | 키무라 노부카게(木村延景)                       | 모리모토 히로후미 키무라 토모미 나가타 에리 히라바야시 타카시(平林孝) 후지이 후미오(藤井文乃)   | 키무라 토모미              |
| 제11화 | ぬくもりはいらない1-2メモリーズ                      | 따뜻함은 필요 없다1-2 메모리즈                                 | 카와사키 이츠로              | 아카기 히로아키 쿠보 타로                       | 이시이 아키하루 우쿨렐레 젠지로                                                                 | 나카지마 아츠코            |
| 제12화 | さよなら坂本君                                       | 잘가 사카모토 군                                               | 마키노 토모에                | 마키노 토모에                                   | 아사이 아키토 사토 코노미 모리모토 히로후미 키타하라 코다이(北原広大)                           | 키무라 토모미              |

### BD / DVD
| 권 | 발매일           | 수록화          | 규격품번   | 규격품번   |
| 권 | 발매일           | 수록화          | BD         | DVD        |
| -- | ---------------- | --------------- | ---------- | ---------- |
| 1  | 2016년 6월 22일  | 제1화 - 제3화   | KIXA-654   | KIBA-2272  |
| 2  | 2016년 7월 27일  | 제4화 - 제6화   | KIXA-655   | KIBA-2273  |
| 3  | 2016년 8월 24일  | 제7화 - 제9화   | KIZX-253/4 | KIZB-218/9 |
| 4  | 2016년 9월 21일  | 제10화 - 제11화 | KIZX-255/6 | KIZB-220/1 |
| 5  | 2016년 10월 26일 | 제12화 - 제13화 | KIZX-257/8 | KIZB-222/3 |

### 내용주
1. ↑  第1巻のみ「発行：エンターブレイン / 発売：角川グループパブリッシング」。

### 참조주
1. ↑  “コミックナタリー - 「このマンガがすごい!」1位は暗殺教室&さよならソルシエ”. 《ナタリー》. ナターシャ. 2013년 12월 9일. 2013년 12월 11일에 확인함. |work=에 외부 링크가 있음 (도움말)
2. 1 2  “「坂本ですが？」スタイリッシュにTVアニメ化！坂本役は緑川光”. 《ナタリー》. ナターシャ. 2016년 1월 15일. 2016년 1월 15일에 확인함. |work=에 외부 링크가 있음 (도움말)